# Fuchsen
Fuchsen (auch anmäuerln, ditschen, Groschenklick, kitschen, klimpern, klingeln, knippern, nippern, pfennigfuchsen, pimpern, pingeln, pinkern, pinschern, schangeln, schebbeln oder webbeln) ist der Name eines Geschicklichkeitsspieles, bei dem es darum geht, aus einem zuvor vereinbarten Abstand eine Münze (alternativ andere flache, runde Gegenstände wie Metallscheiben, Knöpfe oder Kronkorken) an eine Wand zu werfen, und zwar so, dass die Münze möglichst nahe vor ihr liegen bleibt. In manchen Varianten des Spiels folgt auf diesen Wettbewerb eine zweite Spielphase, in der die Münzen verteilt werden.
In Deutschland ist es vor allem als Kinderspiel belegt. In Großbritannien war es hingegen ein verbreitetes Spiel auch unter Erwachsenen, die es im Freien oder in Pubs spielten. Teilweise schlossen Umstehende Geldwetten auf den Spielverlauf ab; das Spiel erfuhr hier auch polizeiliche Verfolgung.

## Ablauf des Spiels
Wie bei allen Spielen, die ursprünglich mündlich überliefert wurden, herrschen keine allgemein gültigen Regeln vor. In vielen Fassungen des Spiels aus dem deutschen Sprachraum gilt übereinstimmend: Im Abstand von 1,50 bis 3 m wird vor einer Mauer/Wand eine Abwurflinie gezogen. Nacheinander werfen alle, die mitspielen (2 oder mehr Personen), hinter dieser Linie stehend oder kniend ihre Münze möglichst dicht an die Wand. Die Person, deren Münze am nächsten an der Mauer liegt, gewinnt. In manchen Versionen des Spiels darf sie die Münzen der anderen Spieler behalten.
In einer Variante ist das Ziel des Wurfs nicht, möglichst dicht an die Wand zu kommen, sondern die Münze möglichst dicht an einer bereits liegenden Münze landen zu lassen. Wem es gelingt, bis auf eine Spanne oder näher an eine fremde Münze heranzukommen, hat diese gewonnen.
In komplexeren Fassungen des Spiels dient das Werfen an die Wand lediglich dazu, die Reihenfolge festzulegen, in der die Mitspielenden in der folgenden Phase versuchen dürfen, möglichst viele der im Spiel verwendeten Münzen zu gewinnen. Dies kann geschehen, indem der Sieger der ersten Phase alle Münzen hochwerfen und dabei festlegen darf, ob er Kopf oder Zahl behalten möchte, also die Münzen, deren angesagte Seite nach oben zeigte (Münzwurf). Ihrem Rang nach dürfen die Mitspielenden dann nacheinander mit den jeweils verbleibenden Münzen genauso verfahren. Alternativ kann aber auch mehr Geschicklichkeit verlangt sein: Man wirft zuerst alle Münzen hoch und versucht, möglichst viele auf dem Handrücken aufzufangen. Anschließend wirft man die verbleibenden Münzen erneut in die Luft und versucht sie mit der gleichen Hand von oben zu fangen. Nur die gefangenen Münzen darf man behalten. Mit den heruntergefallenen kommt dann an die Reihe, wer in der ersten Phase am zweitbesten geworfen hatte. So können alle Mitspielenden nacheinander versuchen, möglichst viele Münzen zu fangen und zu gewinnen.
Statt die Münzen (bzw. sonstigen Wurfgegenstände) der Mitspielenden zu gewinnen, kann man auch nach einem Punktesystem werten.

## Geschichte
Spiele mit Münzen waren seit dem Altertum bekannt. Auch aus dem Mittelalter sind verschiedene Spiele mit Wurfscheiben überliefert. Eine genaue Entstehungszeit für das Fuchsen in den hier beschriebenen Regeln lässt sich nicht eruieren. Quellen aus England besagen, dass es zumindest vom Beginn des 18. Jahrhunderts bekannt war, als Bergarbeiter dieses und andere Spiele, obwohl in der Öffentlichkeit verboten und von den Ordnungshütern geahndet, in ihren Bezirken spielten. 
Das Prinzip, gegen eine Wand zu werfen und einem Ziel möglichst nahe zu kommen, ist auch beim Murmelspiel belegt und wird auch als Wandmurmeln bezeichnet.

## Regionale Bezeichnungen
| - anmäuerln (Wien; im Wiener Dialekt: anmeierln) - betzen (Augsburg) - ditschen (Hamburg; NO-Niedersachsen) - fuchsen (Pforzheim) - Groschenklick (Ostfriesland) - kitschen (Dortmund) | - klimpern (Berlin, DDR) - klingeln (Cottbus) - knippen (Aken/Elbe) um 1950 - pfennigfuchsen (München) - pimpern (Leipzig) - pingeln (Norddeutschland) | - pinschern (Schleswig-Holstein) - schangeln (Bonn, Hagen, Magdeburg, Halle (Saale)) - spengeln - tschangeln (Raum Hannover) - schebbeln, schabbeln (Essen) - webbeln (Mittelfranken) | - bretteln (Oberfranken, Unterfranken, Süd-Thüringen) - fönseln (Hagen, NRW) - anschlagen - anschmeißen (Ostpreußen) - penschen (Danzig) - Pfennig schutzen (Bayern) |